# Strand (biograf, Stockholm)

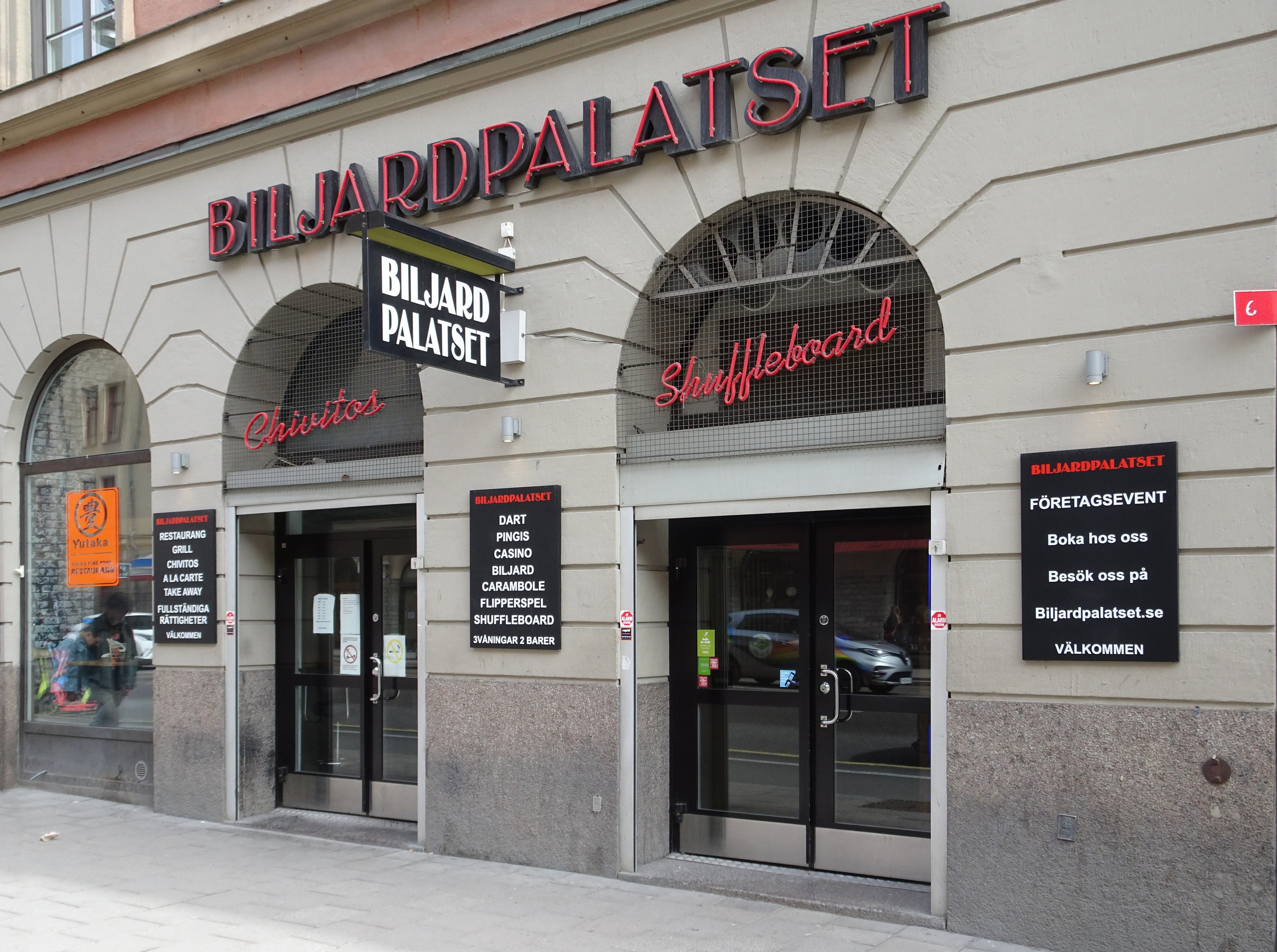
Före detta biografen Strands entré, 2022.

Strand var en biograf vid Sankt Eriksgatan 52 på Kungsholmen i Stockholm. Biografverksamheten började i december 1926 och upphörde i juni 1960. Sedan 1963 finns en biljardhall i lokalen.

## Historik

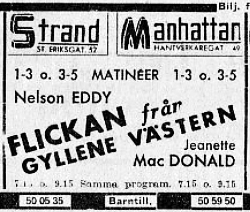
Bioannons från 1938.

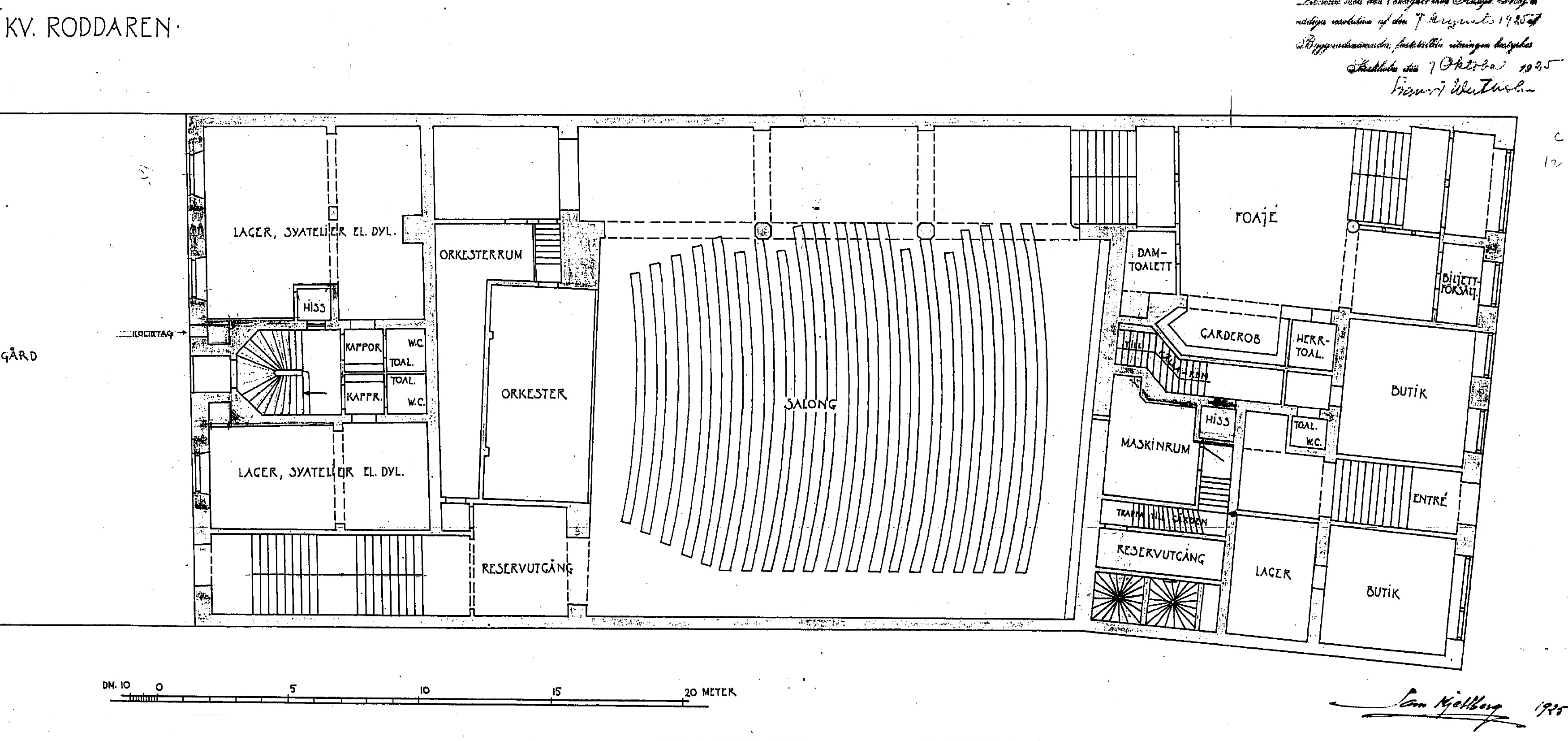
Planritning från 1925.

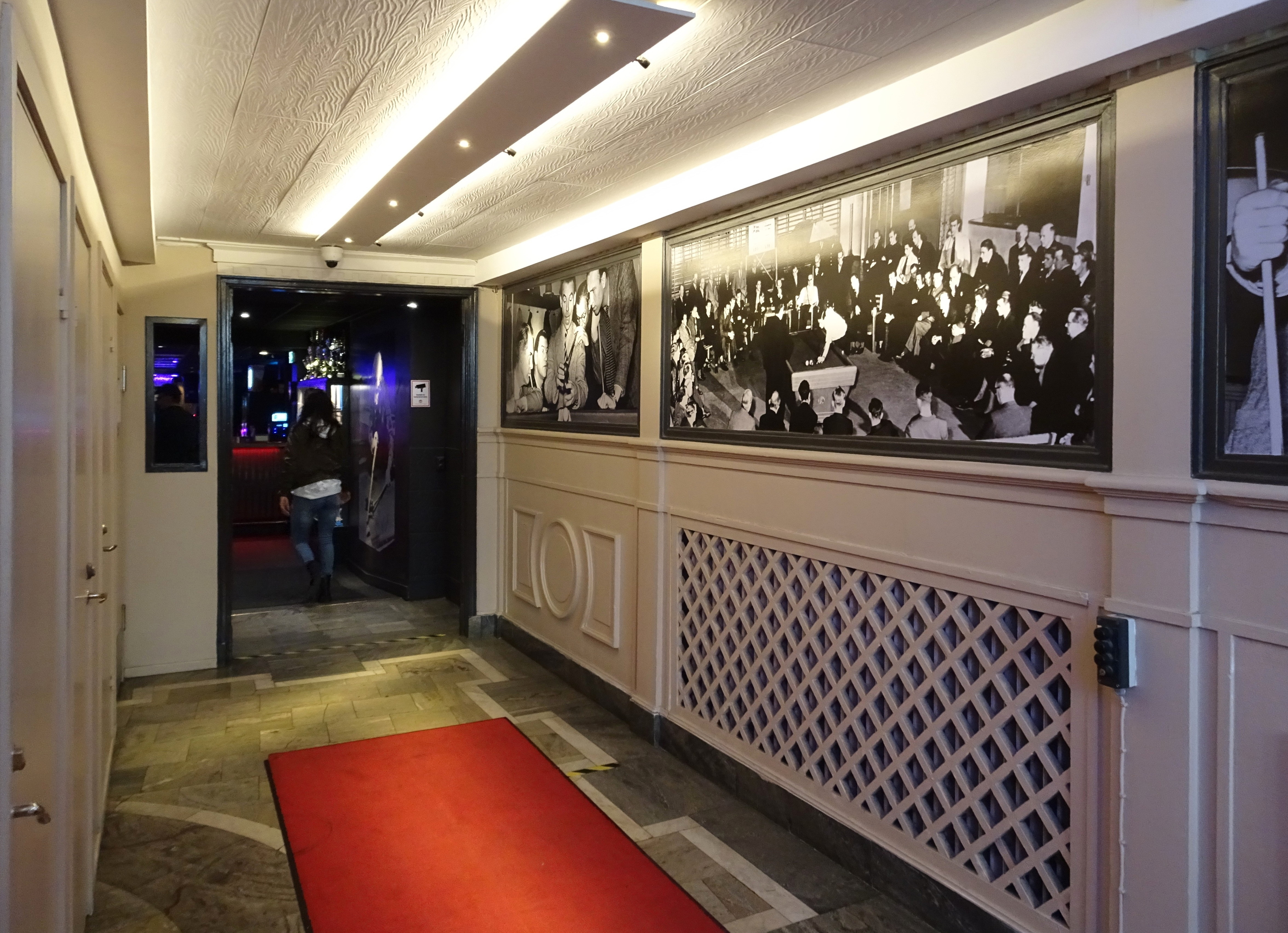
Strands foajé, 2022.

Biografen inrymdes i en nyuppförd byggnad i kvarteret Roddaren. I samma kvarter fanns så småningom ytterligare två biografer: Roxy (1935–1981) och Rivoli (1933–1977). Husets arkitekt var Sam Kjellberg som även gestaltade biografen. När den öppnade den 26 december 1926 var det Kungsholmens första och under många år även största biograf. 
Strand ägdes av Karl Hjalmar Lundblad och tillhörde hans biografkedja Paradenbiograferna som hade sitt namn efter biografen Paraden. Utöver Paraden och Strand kom med tiden att ingå bland andra Caprice, Fågel Blå, Tranan och Esplanad.
Strands salong hade till en början 460 platser som minskades till 453 platser vid en modernisering 1938. Från entrén vid Sankt Eriksgatan 52 gick man ner några trappsteg och kom till foajén. Själva salongen sträckte sig in under innergården och delvis under gårdshuset där en reservutgång fanns. Till salongen hörde även en mindre scen med orkesterdike. Efter renoveringen hade Strand fåtöljer i tegelröd sammet. Salongen var hållen i ljusa färger och scenens inramning var av valnöt. Strand var en renodlad kvartersbiograf med en repertoar inriktad på äventyrsfilmer och thrillers. Strand användes även som premiärbiograf för B-filmer tillsammans med biograf Cora vid Götgatan 93. 
Strand föll, som så många andra biografer vid denna tid, offer för biografdöden. Den sista filmen visades den 19 juni 1960. Därefter byggdes lokalerna om till biljardhallen Biljardpalatset som fortfarande (2022) finns där. Själva biosalongen kompletterades med ett extra bjälklag där palatset har sina biljardbord i två våningar.